# Jahon Qurbonov
Jahon Qurbonov född 12 februari 1986, är en tadzjikiska amatörboxare. Han deltog i asiatiska spelen 2006 i Doha, Qatar, där han besegrade iraniern Mehdi Ghorbani i semifinalen och vann sedan guldmedalj mot sydkoreanen Hak Sung-Song. Qurbanov har även deltagit i VM i boxning 2007 i Chicago, USA, där han besegrade venezuelen Luis Gonzalés, men blev sedan besegrad av kazaken Yerkebulan Shynaliyev. 2008 deltog han i de olympiska sommarspelen i Peking, där han besegrade uzbekistanen Abbos Atoev och sedan besegrade han kroaten Marijo Šivolija, men förlorade sedan mot Shynaliyev.